# Onechte waterrat
De onechte waterrat (Xeromys myoides) is een knaagdier uit Australië en Nieuw-Guinea. Het is de enige soort van het geslacht Xeromys. De verspreiding is vrij gefragmenteerd: hij komt voor op de noordelijke kust van het Noordelijk Territorium, inclusief enkele eilanden voor de kust, langs de zuidelijke helft van de oostkust van Queensland en in de Western Province van Papoea-Nieuw-Guinea. Daar is hij pas in 1997 voor het eerst gevonden. Het enige bekende exemplaar uit Nieuw-Guinea is gevonden in een toiletpot.
In Australië wordt hij 85 tot 120 mm lang en heeft een staart van 75 tot 90 mm. De achtervoet is 23 tot 26 mm lang en het oor 10 tot 14 mm. Hij weegt 35 tot 55 gram. Hij heeft 0+2=4 melkklieren. Hij heeft een plat hoofd met platte ogen en oren en een korte vacht. Er is een duidelijke scheiding tussen de grijze bovenkant en de witte onderkant. Soms zitten er kleine witte vlekken op de rug. De staart is kort en weinig behaard.
Hij is half-aquatisch en 's nachts actief. Hij eet kleine ongewervelden uit het water. Hij maakt een nest van bladeren in een netwerk van holen in een modderbank of iets dergelijks. Hij is niet zo goed aangepast aan een aquatisch leven als Crossomys.
Hij behoort waarschijnlijk tot de Hydromyini, een groep aquatische knaagdieren die voornamelijk voorkomt op Nieuw-Guinea. Zijn positie is echter vrij onzeker, hoewel er gesuggereerd is dat de Australische beverratten (Hydromys) zijn nauwste verwant zijn. Chrotomys silaceus, een soort uit Luzon (Filipijnen), werd oorspronkelijk ook tot het geslacht Xeromys gerekend.
Abditomys · 
Abeomelomys · 
Aethomys · 
Anisomys · 
Anonymomys · 
Apodemus · 
Apomys · 
Archboldomys · 
Arvicanthis · 
Baiyankamys · 
Baletemys · 
Bandicota · 
Batomys · 
Berylmys · 
Brassomys · 
Bullimus · 
Bunomys · 
Canariomys · 
Carpomys · 
Chingawaemys · 
Chiromyscus · 
Chiropodomys · 
Chiruromys · 
Chrotomys · 
Coccymys · 
Colomys · 
Congomys · 
Conilurus · 
Coryphomys · 
Crateromys · 
Cremnomys · 
Crossomys · 
Crunomys · 
Dacnomys · 
Dasymys · 
Dephomys · 
Desmomys · 
Diomys · 
Diplothrix · 
Echiothrix · 
Eropeplus · 
Frateromys · 
Golunda · 
Gracilimus · 
Grammomys · 
Hadromys · 
Haeromys · 
Halmaheramys · 
Hapalomys · 
Heimyscus · 
Hybomys · 
Hydromys · 
Hylomyscus · 
Hyomys · 
Hyorhinomys · 
Kadarsanomys · 
Komodomys · 
Lamottemys · 
Leggadina · 
Lemniscomys · 
Lenomys · 
Lenothrix · 
Leopoldamys · 
Leporillus · 
Leptomys · 
Limnomys · 
Lorentzimys · 
Macruromys · 
Madromys ·
Malacomys · 
Mallomys · 
Malpaisomys · 
Mammelomys · 
Margaretamys · 
Mastacomys · 
Mastomys · 
Maxomys · 
Melasmothrix · 
Melomys · 
Mesembriomys ·
Micaelamys · 
Microhydromys · 
Micromys · 
Millardia · 
Mirzamys · 
Montemys · 
Mus · 
Musseromys · 
Mylomys · 
Myomyscus · 
Nesokia · 
Nilopegamys · 
Niviventer · 
Notomys · 
Ochromyscus · 
Oenomys ·
Otomys · 
Palawanomys · 
Papagomys · 
Parahydromys · 
Paraleptomys · 
Paramelomys · 
Parotomys · 
Paucidentomys · 
Paulamys · 
Pelomys · 
Phloeomys · 
Pithecheir · 
Pithecheirops · 
Pogonomelomys · 
Pogonomys · 
Praomys · 
Protochromys · 
Pseudohydromys · 
Pseudomys · 
Rattus · 
Rhabdomys · 
Rhynchomys · 
Saxatilomys ·
Serengetimys ·
Solomys · 
Sommeromys · 
Soricomys · 
Spelaeomys · 
Srilankamys · 
Stenocephalemys · 
Stochomys · 
Sundamys · 
Taeromys · 
Tarsomys · 
Tateomys · 
Thallomys · 
Thamnomys · 
Tokudaia · 
Tonkinomys ·
Tryphomys · 
Typomys · 
Uromys · 
Vandeleuria · 
Vernaya · 
Xenuromys · 
Xeromys · 
Zelotomys · 
Zyzomys